# Силициева долина
 Тази статия е за високотехнологичния хъб в Района на Санфранциския залив.  За сериала вижте Силициевата долина (сериал).  
Силициевата долина (на английски: Silicon Valley, често неправилно наричана на български Силиконова долина) е районът на южната част на метрополния регион на залива Сан Франциско в Северна Калифорния, Съединените американски щати.
В него се намират седалищата на много от най-големите високотехнологични корпорации , произвеждащи компютри, хардуер и електроника, разработващи софтуер и облачни технологии. Първоначално терминът „силициева“ отразява големия брой разработчици и производители на силициеви чипове, но по-късно започва да се отнася и за всички високотехнологични компании и като цяло се използва като метоним за американския високотехнологичен икономически сектор. Наред с развитието на други високотехнологични икономически центрове в САЩ и света, Силициевата долина продължава да бъде водещ център за иновации и развитие, където са вложени 1/3 от всички рискови капиталови инвестиции в САЩ.

## Наименование
Английският термин Silicon Valley е въведен от Ралф Верст, калифорнийски предприемач. За първи път е употребен от журналиста Дон Хофлър, приятел на Верст, който го използва в заглавие на серия от статии в седмичния търговски вестник „Електронни новини“ (Electronic News). Сериията, озаглавена „Силициевата долина в САЩ“ („Silicon Valley in the USA“) започва да се публикува на 11 януари 1971 г. „Долина“ (Valley) се отнася до Долината Санта Клара, намираща се в най-южната част на Залива Сан Франциско, докато „Силициева“ се отнася до английското наименование на химичния елемент силиций, използван при производството на полупроводникови елементи – на английски: silicon (да не се бърка с полимера силикон – на английски: silicone), и по-конкретно до високата концентрация на компании, които са част от полупроводниковата и компютърната индустрия в областта. Те постепенно изместват овощните градини от региона, които са дали старото му име Долина на насладата на сърцето (Valley of Heart's Delight).

## История
„Може би най-силната движеща сила, която преминава през миналото и настоящото на Долината, е стремежът да се „играе“ с новите технологии, което, когато е подкрепено със солидна инженерна диплома и канализирано от умел мениджмънт, прави много, за да създаде индустриалната „електроцентрала“, която виждаме в Долината днес.“
—Тимоти Стърджън, МИТ
Днешната Силициева долина е дом на електронната индустрия още в началото на 20 век. Тази индустрия започва с експериментирането и иновацията в радиото, телевизията и военната електроника. Основна роля в развитието на региона играят Станфордският университет и неговите поделения, както и специалистите, които го завършват.
Още от 1890-те години Станфордският университет насочва научните изследвания към нуждите на Американския Запад и през 1950-те години създава условия за сближаване на интересите на университета и високотехнологичните фирми от областта.
През 1940-те и 1950-те години станфордският декан и ректор Фредерик Терман започва да окуражава преподавателите и завършващите студенти да стартират собствени компании. Той обгръща с грижи Hewlett-Packard, Varian Associates и други високотехнологични фирми, като районът на никнещите бизнеси се разраства около университетските площи на Станфорд. Това е и причината Търман често да бъде наричан „баща на Силициевата долина“.
През 1955 – 1985 г. мащабните научноизследователски проекти в Станфордския университет са последвани от три вълни на индустриални иновации, станали възможни чрез подкрепата на частни корпорации, основно „Лабораториите Бел“, Shockley Semiconductor, Fairchild Semiconductor и Xerox PARC. През 1969 г. В Станфордския изследователски институт се намира от четирите основни мрежови възли на АРПАНЕТ, предшественик на Интернет .

## Икономика
Според изследване, направено от AeA през 2006 г. и публикувано през 2008 г., Силициевата долина, с общо 225 300 високотехнологични работни места, е третият по големина високотехнологичен център („киберград“) в САЩ след метрополния район на Ню Йорк и Вашингтонската метрополна област. Районът на Залива Сан Франциско като цяло, от който Силициевата долина е само част, има общо 387 000 високотехнологични работни места. Силициевата долина е с най-висока концентрация на високотехнологична работна сила от която и да е метрополна област, с 285,9 от всеки 1000 работещи в частния сектор. Силициевата долина има най-високата средна годишна работна заплата от 144 800 долара или 12 070 долара месечно (2008).
Районът е най-големият високотехнологичен производствен център в САЩ .

Сред по-големите имена на компании в областта на информационните технологии, които имат седалища в Силициевата долина, са:
- Adaptec
- Adobe
- AMD
- Agilent
- Altera
- Apple
- Applied Materials
- Atmel
- BEA Systems
- Cadence Design Systems
- Cisco
- Cypress Semiconductor
- eBay
- Electronic Arts
- Google
- HP
- Intel
- Intuit
- Juniper
- McAfee
- Netscape
- Network Appliance
- NVIDIA
- Oracle
- Palm
- PayPal
- Rambus
- Siebel
- Silicon Graphics
- Sun
- Symantec
- Synopsys
- VeriSign
- Veritas Software
- VMWare
- Yahoo!

## Градове
В района на Силициевата долина се намират следните градове:
- Кембъл
- Купертино
- Лос Алтос
- Лос Гатос
- Маунтин Вю
- Менло Парк
- Милпитас
- Пало Алто
- Редуд Сити
- Сан Хосе
- Санта Клара
- Саратога
- Сънивейл
- Фримонт
- Юниън Сити

## Окръзи
Силициевата долина включва няколко административни окръга. По-голямата част от градовете са в окръг Санта Клара, някои градове са в окръзите Сан Матео и Аламида.
Следва списък на окръзите и градовете в скоби до тях, които са част от Силициевата долина:
- Аламида (Фримонт, Юниън Сити)
- Сан Матео (Менло Парк, Редуд Сити)
- Санта Клара (Кембъл, Купертино, Лос Алтос, Лос Гатос, Маунтин Вю, Милпитас, Пало Алто, Сан Хосе, Санта Клара, Саратога, Сънивейл)

## Висши училища
В района има 26 университета и колежа, от които най-известен е Станфордския университет.